# Tiêu Uyên Minh
Tiêu Uyên Minh (giản thể: 萧渊明; phồn thể: 蕭淵明; bính âm: Xiāo Yuānmíng, ?-556), tên tự Tĩnh Thông (靖通) còn gọi là Lương Mẫn Đế (梁閔帝), là một hoàng đế có thời gian trị vì ngắn ngủi của triều đại Lương trong lịch sử Trung Quốc. Ông là chất tôn của hoàng đế khai quốc Lương Vũ Đế. Năm 555, Lương lâm vào tình trạng hỗn loạn sau khi Tây Ngụy bắt giữ và sát hại Lương Nguyên Đế, Bắc Tề đã buộc tướng Vương Tăng Biện (王僧辯) phải chấp thuận để Tiêu Uyên Minh lên làm hoàng đế. Tuy nhiên, ngay sau đó, Trần Bá Tiên đã giết chết Vương Tăng Biện, phế truất Tiêu Uyên Minh đưa Tiêu Phương Trí lên làm hoàng đế. Tiêu Uyên Minh qua đời vào năm sau đó.

## Cuộc sống ban đầu
Phụ thân của Tiêu Uyên Minh là Tiêu Ý- một tướng lĩnh vào mạt kỳ triều Nam Tề. Năm nhi tử của Tiêu Ý được ghi chép trong sử sách, trong đó Tiêu Uyên Minh là người nhỏ tuổi nhất. Hôn quân Tiêu Bảo Quyển của Nam Tề đã buộc Tiêu Ý phải tự sát vào năm 500.
Để trả thù cho huynh trưởng, Tiêu Diễn đã nổi dậy từ Tương Dương. Năm 502, Tiêu Diễn bao vây Kiến Khang, Tiêu Bảo Quyển bị bộ tướng sát hại. Cũng trong năm đó, Tiêu Diễn soán vị của Nam Tề Hòa Đế, khởi đầu triều Lương. Lương Vũ Đế rất yêu mến Tiêu Uyên Minh và đã phong ông là Trinh Dương hầu.

## Làm quan triều Lương
Không rõ về sự nghiệp của Tiêu Uyên Minh trước năm 547, vào năm này ông nhậm chức thứ sử của Dự châu (豫州, nay là trung bộ An Huy). Người dân Dự châu được miêu tả là cảm kích sự cai quản của ông đến nỗi họ đã làm một tượng đài bằng đá để kỉ niệm nhiệm kỳ của ông. Tuy nhiên, về sau người ta được biết rằng những thợ thủ công đã tạc tượng có liên hệ và được Tiêu Uyên Minh trả công. Do đó, người ta tin rằng ông đã khuyến khích người dân tạc tượng để ca ngợi mình.
Năm 547, tướng Hầu Cảnh của Đông Ngụy do xung khắc với thượng trụ Cao Trừng nên đã dâng đất hàng Lương. Lương Vũ Đế đã chấp thuận sự đầu hàng này và đưa quân đến cứu viện cho Hầu Cảnh, quân cứu viện do hoàng tôn của Lương Vũ Đế là Nam Khang vương Tiêu Hội Lý (蕭會理) thống soái. Tiêu Uyên Minh đã thỉnh cầu được cùng đi với Tiêu Hội Lý, và được giao phụ trợ cho Tiêu Hội Lý. Tuy nhiên, Tiêu Hội Lý là kẻ nhát gan và ngạo mạn, ông ta khước từ hội họp với các bộ tướng, thậm chí là với cả Tiêu Uyên Minh. Tiêu Uyên Minh đã bí mật báo tin này cho Lương Vũ Đế, triều đình đã triệu hồi Tiêu Hội Lý và cho Tiêu Uyên Minh làm thống soái.
Quân Lương dưới quyền Tiêu Uyên Minh đã tiến vào Bành Thành (彭城, nay thuộc Từ Châu, Giang Tô) của Đông Ngụy, dựng trại ở Hàn Sơn (寒山) thuộc vùng lân cận Bành Thành, và xây dựng một con đập trên dòng Tứ Thủy (泗水) để dùng nước công phá Bành Thành. Bộ tướng của Tiêu Uyên Minh là Dương Khản (羊侃) đã nhanh chóng hoàn tất việc xây dựng đập, song đến khi Dương Khản khuyên Tiêu Uyên Minh tấn công Bành Thành, Tiêu Uyên Minh lại lưỡng lự. Do Tiêu Uyên Minh không đưa ra được một chiến lược hiệp điệu, các bộ tướng của ông bắt đầu tự mình hành động, bao gồm cả việc cướp bóc của người dân trong vùng, Tiêu Uyên Minh đã không thể ngăn cản họ, mà chỉ có thể nghiêm cấm các đơn vị nằm dưới quyền chỉ huy trực tiếp của ông.
Cũng trong năm 547, quân Đông Ngụy do Mộ Dung Thiệu Tông thống soát đã tiến đến, thay vì nhanh chóng giao chiến với quân Đông Ngụy như Dương Khản đề xuất, Tiêu Uyên Minh lại trở nên say sưa và để cho quân Mộ Dung Thiệu Tông dàn quân. Khi hai bên giao chiến, thoạt đầu quân Lương đã giành được thắng lợi, song đến khi Mộ Dung Thiệu Tông phản công, quân Lương đã sụp đổ, bản thân Tiêu Uyên Minh bị bắt. Tuy nhiên, người dân trong vùng cảm kích trước việc ông đã không cướp bóc tài sản của họ, vì thế họ đã đặt cho ông xưng hiệu "Nghĩa vương".
Tiêu Uyên Minh bị đưa đến kinh đô Nghiệp thành (鄴城, nay thuộc Hàm Đan, Hà Bắc) của Đông Ngụy, Đông Ngụy Hiếu Tĩnh Đế đã chính thức tiếp đón và quở trách ông. Sau đó, hoàng đế Đông Ngụy cho đưa ông đến căn cứ của Cao Trừng tại Tấn Dương (晉陽, nay thuộc Thái Nguyên, Sơn Tây), Cao Trừng đối đãi ông với thái độ tôn trọng, có ý sử dụng Tiêu Uyên Minh làm một quân cờ trong cuộc đàm phán với Lương. Sau đó, Cao Trừng cho phép Tiêu Uyên Minh viết cho Lương Vũ Đế và đưa ra đề nghị để Tiêu Uyên Minh được hồi quốc, điều này đã khiến Hầu Cảnh nổi dậy vào năm 548, chiếm Kiến Khang vào năm 549, dùng Lương Vũ Đế và thái tử Tiêu Cương làm con tin, đẩy Lương vào tình trạng rối loạn.

## Trở về Lương
Không biết nhiều về các hoạt động của Tiêu Uyên Minh tại Đông Ngụy và sau đó là Bắc Tề, song ông đã than khóc thảm thiết khi biết tin về việc Kiến Khang thất thủ. Ông được thụ chức tán kị thường thị (散騎常侍) -- một chức vụ mang ý nghĩa danh dự và có ít trách nhiệm.
Năm 552, một hoàng tử của Lương Vũ Đế là Tương Đông vương Tiêu Dịch đánh bại Hầu Cảnh và xưng đế, tức Nguyên Đế, định đô tại Giang Lăng (江陵, nay thuộc Kinh Châu, Hồ Bắc) thay vì Kiến Khang. Năm 554, quân Tây Ngụy đã chiếm được Giang Lăng, bắt giữ và sau đó hành quyết Nguyên Đế. Sau cái chết của Nguyên Đế, Vương Tăng Biện và Trần Bá Tiên (cùng nhau kiểm soát đông bộ Lương), đã nghênh đón nhi tử mới 12 tuổi của Nguyên Đế là Tiêu Phương Trí đến Kiến Khang, chuẩn bị lập Tiêu Phương Trí làm hoàng đế.
Tuy nhiên, vào thời điểm đó, Bắc Tề Văn Tuyên Đế lại quyết định lập một chính quyền chư hầu tại Lương. Văn Tuyên Đế viết thư cho Vương Tăng Biện, trong đó nói rằng Tiêu Phương Trí còn quá trẻ để trở thành hoàng đế và tiến cử Tiêu Uyên Minh. Tiêu Uyên Minh có vẻ như đã hợp tác với Văn Tuyên Đế trong nỗ lực này, do ông cũng viết một bức thư cho Vương Tăng Biện. Ban đầu, Vương Tăng Biện hồi đáp từ chối đề nghị. Tuy nhiên, sau đó quân Tề hộ tống Tiêu Uyên Minh giành được một vài chiến thắng, Vương Tăng Biện trở nên lo sợ và viết thư hồi đáp chấp thuận ủng hộ Tiêu Uyên Minh làm hoàng đế, song yêu cầu Tiêu Uyên Minh lập Tiêu Phương Trí làm thái tử. Vương Tăng Biện cũng chỉ cho phép 1.000 lính hộ tống Tiêu Uyên Minh vượt sang bờ nam Trường Giang. Vào mùa hè năm 555, Tiêu Uyên Minh đến Kiến Khang, và đến khi trông thấy Chu Tước môn (朱雀門), ông than khóc thảm thiết, các hạ thần triều Lương cũng hành động tương tự. Sau đó, Tiêu Uyên Minh đăng cơ làm hoàng đế, theo đúng lời hứa, ông lập Tiêu Phương Trí làm thái tử. Vương Tăng Biện và Trần Bá Tiên tiếp tục thống lĩnh quân đội.

## Trị vì
Vào mùa đông năm 555, do không hài lòng trước việc Tiêu Uyên Minh đăng cơ, Trần Bá Tiên từ căn cứ tại Kinh Khẩu (京口, nay thuộc Trấn Giang, Giang Tô) tấn công bất ngờ vào Kiến Khang. Do mọi người nghĩ quân của Trần Bá Tiên hành động để đối phó với thông tin rằng Bắc Tề có kế hoạch tấn công, tướng sĩ trấn thủ Kiến Khang đã không kháng cự. Trần Bá Tiên tấn công Vương Tăng Biện, giết chết và đoạt lấy quyền lực của vị thông gia này. Hai ngày sau khi Vương Tăng Biện mất, ngày Bính Ngọ tháng 9 năm Ất Hợi (tức 29 tháng 10 năm 555), Tiêu Uyên Minh thoái vị và rời khỏi hoàng cung. Trần Bá Tiên lập Tiêu Phương Trí làm hoàng đế, tức Kính Đế.

## Sau khi thoái vị
Kính Đế phong Tiêu Uyên Minh chức thái phó và phong tước Kiến An công, song không có bằng chứng nào cho thấy Tiêu Uyên Minh có được nhiều quyền lực trên thực tế.
Do xảy ra chính biến tại Lương, Bắc Tề phát động một cuộc tấn công lớn nhằm vào Lương vào đông năm 555, với sự hỗ trợ của các tướng Lương trung thành với Vương Tăng Biện. Quân Bắc Tề và Lương lâm vào thế bế tắc trong nhiều tháng, theo đúng ý muốn của Trần Bá Tiên. Vào mùa hè năm 556, các tướng lĩnh Bắc Tề mời Tiêu Uyên Minh đến doanh trại của họ để đàm phán hòa bình, Trần Bá Tiên đã chấp thuận để Tiêu Uyên Minh đi. Tuy nhiên, trước khi có thể bắt đầu bất kỳ cuộc thương thảo nào, Tiêu Uyên Minh đã qua đời do bị nhiễm trùng nghiêm trọng ở lưng. Năm 558, Vĩnh Gia vương Tiêu Trang sau khi xưng đế đã truy thụy cho Tiêu Uyên Minh là Mẫn Đế- một thụy hiệu được công nhận song hiếm khi được các sử gia truyền thống sử dụng.